# 자매 도시 목록
다음은 자매 결연 도시들의 목록이다.
전부는 확인이 어렵기 때문에 일부가 수록되었다.

## 서울의 자매결연 도시
대한민국의 수도이다 보니 자매결연도 각국의 수도와 맺은 경우가 대부분이다.
```
* 
1963년
: 
테헤란
 (자매결연 연도 불명) 
* 
1968년
: 
타이베이

* 
1971년
: 
앙카라
 (현재 
튀르키예
 
앙카라
)
* 
1973년
: 
괌
, 
호놀룰루

* 
1976년
: 
샌프란시스코

* 
1977년
: 
상파울루

* 
1982년
: 
보고타

* 
1984년
: 
자카르타

* 
1988년
: 
도쿄

* 
1991년
: 
모스크바
, 
뉴사우스웨일스
주, 
파리

* 
1992년
: 
멕시코 시티
, 
베이징

* 
1995년
: 
울란바토르

* 
1996년
: 
하노이
, 
바르샤바

* 
1997년
: 
카이로

* 
2000년
: 
로마

* 
2004년
: 
아스타나

* 
2006년
: 
워싱턴 D.C.
, 
아테네
,  
방콕

* 
2007년
: 
밴쿠버

* 
2010년
: 
타슈켄트

* 
2016년
: 
런던
```

자세한 것은 아시아의 자매 도시 목록 문서를 참고할 것.

## 아프리카
- 아프리카의 자매 도시 목록

가나
나미비아
남아프리카 공화국
리비아
모로코
모잠비크
서사하라
스와질란드
시에라리온
알제리
이집트
짐바브웨
카메룬
케냐
콩고 공화국
탄자니아
튀니지

## 아시아
- 아시아의 자매 도시 목록

대한민국
러시아
레바논
말레이시아
요르단
이란
이스라엘
인도
인도네시아
일본
중화민국
중화인민공화국
카자흐스탄
태국
터키
파키스탄
팔레스타인
필리핀

## 유럽
- 유럽의 자매 도시 목록

| 그리스 그린란드 네덜란드 노르웨이 덴마크 독일 라트비아 러시아 루마니아 리투아니아 룩셈부르크 마케도니아 공화국 몰도바 보스니아 헤르체고비나 벨기에 불가리아 세르비아 몬테네그로 스웨덴 스위스 스페인 | 슬로베니아 슬로바키아 아이슬란드 아일랜드 에스토니아 영국 오스트리아 우크라이나 이탈리아 알바니아 체코 크로아티아 터키 페로 제도 포르투갈 프랑스 폴란드 핀란드 헝가리 |

## 북아메리카
- 북아메리카의 자매 도시 목록

그린란드
니카라과
도미니카 공화국
미국
멕시코
바베이도스
바하마
자메이카
캐나다
코스타리카
쿠바
트리니다드 토바고

## 오세아니아
- 오세아니아의 자매 도시 목록

뉴질랜드
사모아
솔로몬 제도
오스트레일리아
통가
파푸아뉴기니
피지
팔라우

## 남아메리카
- 남아메리카의 자매 도시 목록

브라질
아르헨티나
에콰도르
칠레

## 같이 보기
- 자매 도시 목록

아프리카의 자매 도시 목록
아시아의 자매 도시 목록
유럽의 자매 도시 목록
북아메리카의 자매 도시 목록
오세아니아의 자매 도시 목록
남아메리카의 자매 도시 목록